# Un oso rojo
Un oso rojo és una pel·lícula argentina estrenada el 3 d'octubre de 2002, escrita i dirigida per Israel Adrián Caetano i protagonitzada per Julio Chávez i Soledad Villamil. Va guanyar cinc premis, entre ells dos al millor actor (Julio Chávez), a Argentina i Lleida, i dotze nominacions. Alguns crítics la han considerat un "western urbà".

## Sinopsi
El Oso (Julio Chávez) és un lladre perillós, que viu amb la seva esposa (Soledad Villamil) i la seva filla Alicia, d'un any. Resulta detingut i condemnat a diversos anys de presó, per haver participat en un assalt a mà armada on és assassinat un policia. En sortir de la presó, la seva esposa s'ha separat i viu amb la seva filla (Agostina Lage) i amb la seva nova parella (Luis Machín), un obrer desocupat i addicte al joc. L'Ós llavors, adoptarà una conducta que li permeti protegir la seva filla, sense abandonar el món del delicte.
En la pel·lícula actuen també Enrique Liporace (Güemes), com l'amo de la remiseria que protegeix El Oso i li ofereix ocupació en sortir de la presó, i l'il·lusionista René Lavand (el Turco), cap de la banda per a la qual treballava El Oso, que li deu la seva part del botí, i de qui aquest desconfia.

## Repartiment
- Julio Chávez - Rubén (Oso)
- Soledad Villamil - Natalia
- Luis Machín - Sergio
- Agostina Lage - Alicia
- Enrique Liporace - Güemes
- René Lavand - Turco
- Daniel Valenzuela - Alfarito
- Freddy Flores - Camioner

## Distribució
La pel·lícula es va presentar per primera vegada al Festival de Cinema de Canes el 23 de maig de 2002. Es va estrenar a l'Argentina el 3 d'octubre de 2002, convertint la pel·lícula en la segona pel·lícula de Caetano que es va estrenar a l'Argentina el 2002 després de  Bolivia  a l'abril).
La pel·lícula també es va projectar en diversos festivals de cinema, incloent: el Festival de Cinema de Göteborg, Suècia; el Festival Internacional del Nou Cinema Llatinoamericà de l'Havana, Cuba; el Festival de Cinema d'Amèrica Llatina, Polònia; lal Mostra de Cinema Llatinoamericà de Lleida, Espanya; el Festival Internacional de Cinema de Cartagena de Indias, Colòmbia; el Film by the Sea Film Festival, Països Baixos; i el Festival Internacional de Cinema de Hèlsinki, Finlàndia.
Als Estats Units, la pel·lícula es va estrenar al Festival de Cinema de Sundance el 17 de gener de 2003. També es va projectar al New Directors / New Films Festival, a la ciutat de Nova York el març de 2003, i al Milwaukee International. Film Festival i a Los Angeles l'octubre de 2004.

## Recepció crítica
El crític de cinema Neil Young va pensar que la pel·lícula era una barreja atractiva de thriller criminal i drama familiar, i va escriure: "[La pel·lícula] és, tanmateix, una incursió eficaç, encara que menor, en un racó polsós i abandonat de l'actual Buenos Aires. Podem sentir que els problemes financers ben documentats de l'Argentina comencen a agredir l'atmosfera de tot el país, exercint pressions insuportables sobre Sergio, Oso i Natalia". Young també va pensar que el director Caetano havia obtingut un treball sòlid dels seus actors.
A.O. Scott, crític de cinema de The New York Times, també li va agradar la pel·lícula i va escriure: "La seva combinació de duresa i estil suau i discret la fa commovedora i absorbent..."
I el periodista Diego Batlle, que escriu al diari argentí  La Nación  va escriure: "Un oso rojo s'imposa com una peça de gran poder dramàtic que ratifica el talent narratiu d'un prolífic director".

## Premis
- Festival Internacional del Nou Cinema Llatinoamericà de l'Havana (2002): Premi especial del jurat al director, millor música i esment especial a la productora.[8]
- Premis Cóndor de Plata, Argentina (2003): Millor Actor (Julio Chávez), i unes altres onze nominacions.[9]
- IX Mostra de Cinema Llatinoamericà de Lleida (2003): Premi al millor actor.[10]